# Географічне середовище
Географі́чне середо́вище — частина земного простору, з яким людське суспільство перебуває в наш час[коли?] у безпосередній взаємодії, тобто воно пов'язане з процесом життєдіяльності людей. Частина географічної оболонки, включена в сферу людської діяльності і складова необхідна умова існування суспільства.
Географічне середовище робить значний вплив на розвиток суспільства, це регіональна характеристика природного середовища, в якому розвивається конкретне суспільство, держава